# Ganglion ciliare

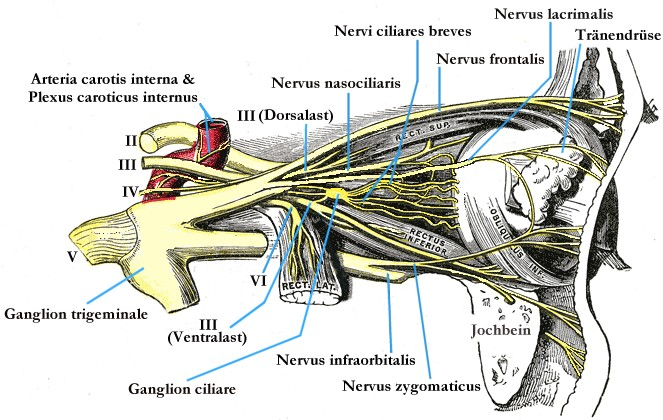
Nerven der Augengegend

Das Ganglion ciliare (Ziliarganglion) ist ein Ganglion, das hinter dem Augapfel am Sehnerv gelegen ist. In ihm werden die parasympathischen Fasern für die inneren Augenmuskeln umgeschaltet. Zudem verlaufen durch dieses Ganglion auch sensible und sympathische Nervenfasern, allerdings ohne Umschaltung.

## Parasympathischer Anteil
Die parasympathischen Fasern (Radix parasympathica) des Ganglion ciliare entstammen dem III. Hirnnerven, dem Nervus oculomotorius (daher auch als Radix oculomotoria bezeichnet). Sie werden hier auf das zweite, postganglionäre Neuron umgeschaltet. Diese Fasern laufen über die Nervi ciliares breves zum
- Musculus sphincter pupillae (Pupillenverenger)
- Musculus ciliaris (Akkommodationsmuskel).

Darüber hinaus werden dem Nervus infratrochlearis parasympathische Fasern zugeführt, welche die akzessorischen Tränendrüsen versorgen.

## Sympathischer Anteil
Die sympathischen Fasern stammen aus dem Hals-Brust-Übergang des Rückenmarks (Centrum ciliospinale) und ziehen über die Halsganglien (Ganglion stellatum, Ganglion cervicale medium und Ganglion cervicale superius) zum Kopf. Im Ganglion cervicale superius (bei Tieren Ganglion cervicale craniale) erfolgt die Umschaltung auf das zweite, postganglionäre Neuron. Von hier ziehen die Fasern über den Nervus bzw. Plexus caroticus internus, der entsprechende Anteil wird auch als Ramus sympathicus ad ganglion ciliare bezeichnet, zum Ganglion ciliare. Von dort gelangen die Fasern, ebenfalls über die Nervi ciliares breves, zum Musculus dilatator pupillae (Pupillenerweiterer).

## Sensible Fasern
In den Nervi ciliares breves verlaufen ebenfalls sensible Fasern des Nervus nasociliaris, einem Ast des V. Hirnnerven (Nervus trigeminus) durch das Ganglion ciliare. Es gibt aber keine funktionellen Beziehungen zu diesem Ganglion.